# Plitki Kukuljar (Vodnjak)
Koordinati:   43°45′44″N, 15°37′25″E
Plitki Kukuljar je majhen nenaseljen otoček v Jadranskem morju. Pripada Hrvaški.
Otoček, ki se v nekaterih zemljevidih imenuje tudi Vodnjak, leži pred vstopom v zaliv Sv. Nikola v nizu treh otočkov s skupnim imenom Kukuljari, okoli 1,5 km južno od otoka Murter. Površina otočka meri 0,04 km². Dolžina obalnega pasu je 0,77 km.